# François de Royers de La Valfenière
François de Royers de La Valfenière, également orthographié (par erreur - voir sa signature) Valfrenière (1575-1667) est un architecte né et mort à Avignon. Sa formation s'est vraisemblablement effectuée auprès de l'architecte jésuite Étienne Martellange, avec un probable voyage à Rome qui ne peut se situer qu'avant son mariage en 1610. Actif de 1620 jusqu'au milieu des années 1650, son nom est lié à tous les grands chantiers de la période à Avignon et dans le Comtat Venaissin. La restauration de l'abbaye de Saint-Pierre-les-Nonnains de Lyon dit aussi: couvent des Dames de Saint-Pierre lui est toujours attribuée, bien qu'elle soit plus certainement l'œuvre de son fils Paul, architecte à Lyon.

## Biographie

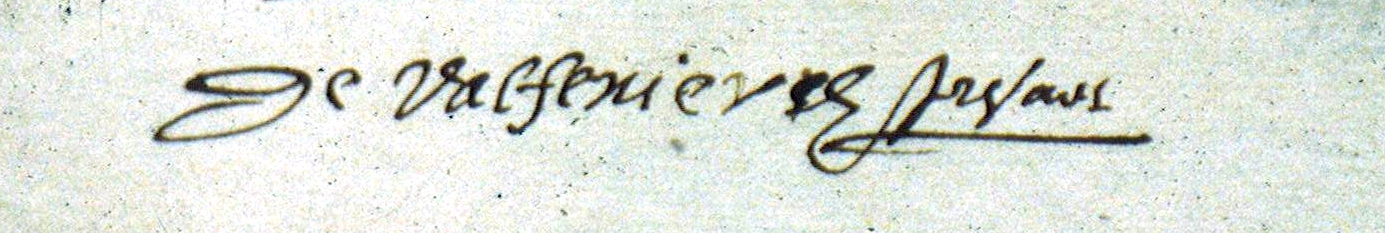
Signature de François des Royers de La Valfenière

De 1611 à 1639, François de Royers travailla avec Melchior Bastide, « gipier, architecteur, sculpteur et tailleur de pierre ». Cette collaboration fut à l'origine de son premier grand chantier. La nouvelle église des Jésuites, actuel Musée Lapidaire, dans la rue de la République, dont des plans avaient été dressés, en 1616, par Étienne Martelange, se vit en définitive confiée à la Valfenière à partir de 1620. Ce fut lui qui éleva les murs jusqu'à la grande corniche de la nef.
Sa carrière était lancée. Au cours de l'année 1627, il œuvra au noviciat des Jésuites, actuel Cloître Saint-Louis, dans la rue des Vieilles-Études. On lui doit la chapelle et certains des bâtiments disposés autour du vaste préau.

Il réalisa la même année d'importants travaux en l'Hôtel de Cambis de Velleron, au no 4 de l'actuelle rue Pierre-Grivolas, alors rue du Roi René. Il ne quitta pas le quartier puisqu'en 1632, dans la Maison du roi René, devenue couvent des Ursulines, il donna les plans de la nouvelle chapelle.
Entretemps, il s'était occupé des plans et du chantier de la chapelle de la Visitation d'Avignon (du Saint-Sacrement après la Révolution). Sa première pierre avait été posée en 1631 par Mario Philonardi et elle fut achevée en 1638.
En 1637, l'architecte travailla à la réfection de la façade de l'hôtel Fortia de Montréal. Dans le prix-fait daté du 16 mai, il est désigné comme « noble François de Royers, seigneur de la Valfenière, citoyen dudit Avignon ».
Entre 1641 et 1642, il fut chargé de construire une tour d'escalier extérieure à la chapelle Notre-Dame de Fours. Elle avait pour but de faire communiquer l'étage et les terrasses des bâtiments de la cour intérieure du collège d'Annecy d'Avignon. Au cours de cette même période, il restaura à l'hôtel Forbin de Sainte-Croix, l'arceau et la galerie qui unissaient les deux parties de l'ancienne Livrée de Poitiers.
Le 7 septembre 1644, il fournit un prix-fait pour des aménagements à réaliser dans l'actuel hôtel de Sade. Ils concernaient la construction d'un escalier, des sculptures d'armoiries et une statue de la Vierge.
En 1649, il fut appelé à Villeneuve-lès-Avignon. Son premier chantier fut de refaire la porte d'entrée du cloître de la chartreuse. Puis, il fit édifier dans la cour une vasque surmontée du Christ portant sa croix. Un siècle plus tard, cet ensemble, dit Fontaine Saint-Jean, fut recouvert d'une rotonde octogonale par Jean-Baptiste Franque.
Avant 1659, il dessina pour le chœur de l'église Saint-Pierre d'Avignon, un imposant ensemble à colonnes et à fortes moulures qui fut exécuté par quatre maîtres-menuisiers.
Dans le quartier de la Balance, au no 2 de la rue du Puits-de-la-Reille, au cours de l'année 1661, François construisit la maison de Jean de Sudre, docteur en médecine. Ce célèbre praticien y reçut du 28 juin au 9 juillet 1692, le prince Frédérick de Danemark, qui allait consulter à Montpellier.
L'hôtel de Simiane à Valréasa été édifié au XVIIe siècle par François de Royers de La Valfenière. C'est l'ancienne demeure de Pauline de Grignan, la petite-fille de Madame de Sévigné. Le bâtiment fut parachevé en 1726 par Jean-Baptiste Franque.
La Rue Valfenière à Lyon lui est dédiée,.

Œuvres de François de la Valfenière
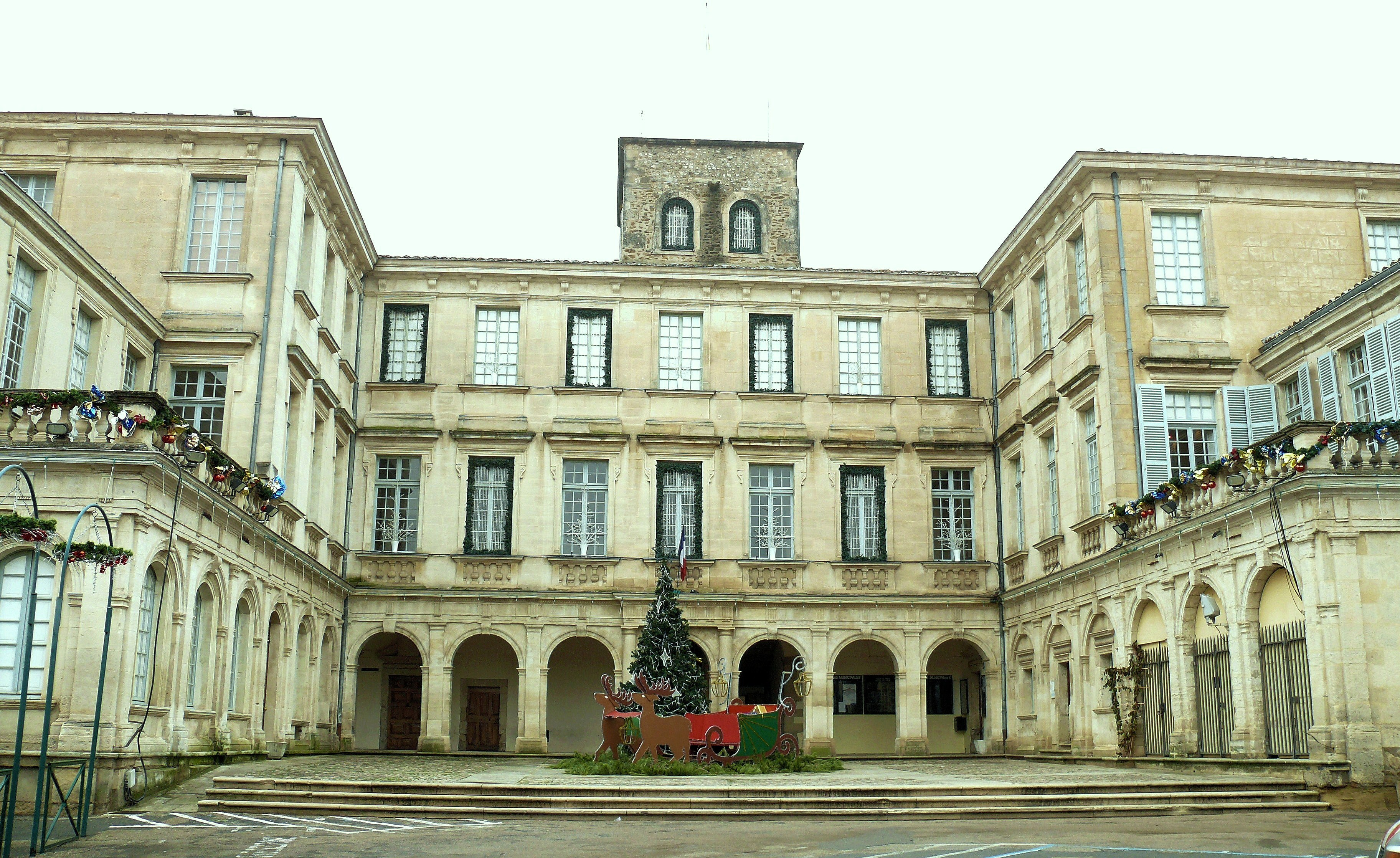
Hôtel de Simiane à Valréas
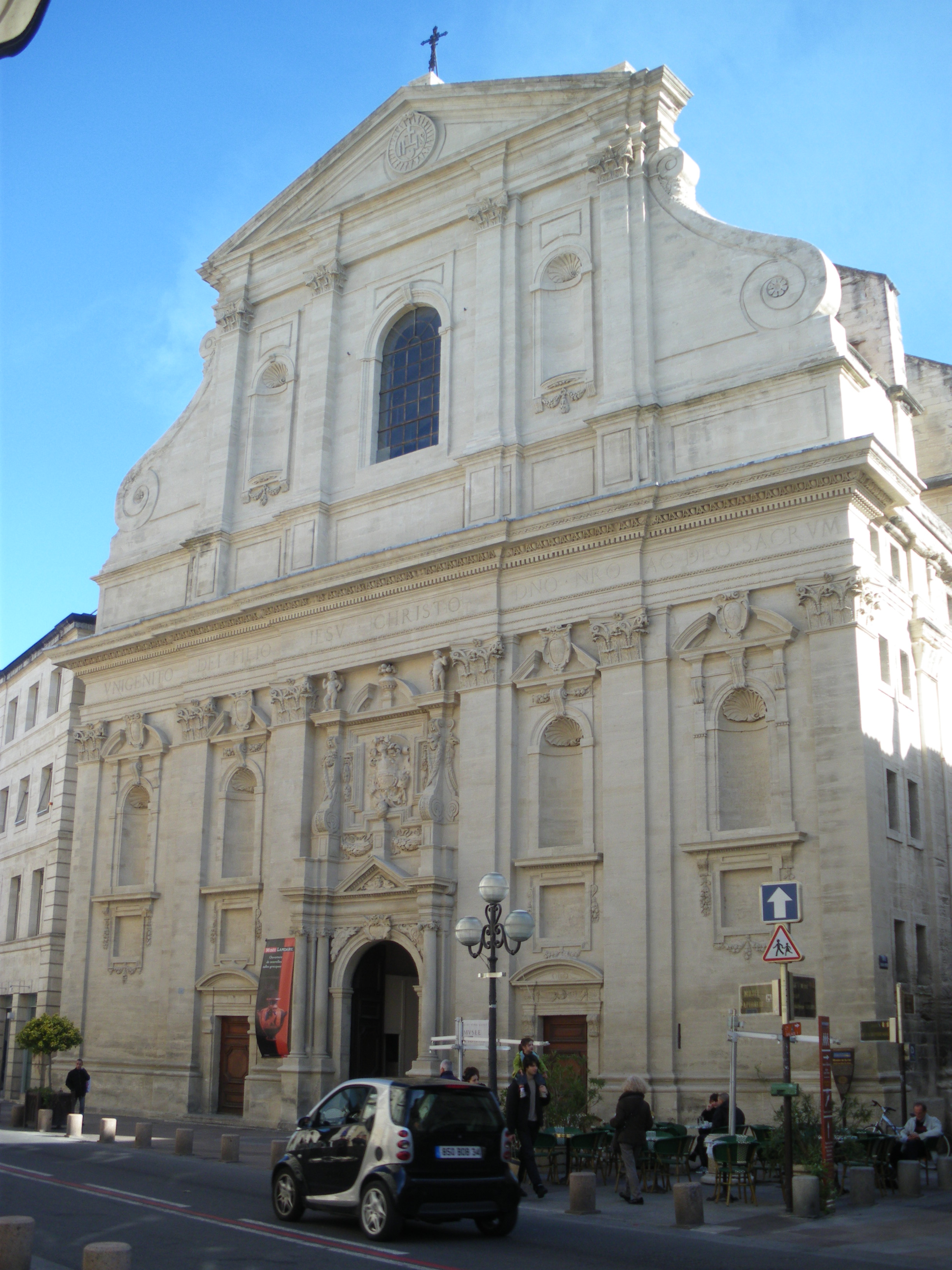
La chapelle des Jésuites, aujourd'hui Musée Lapidaire d'Avignon
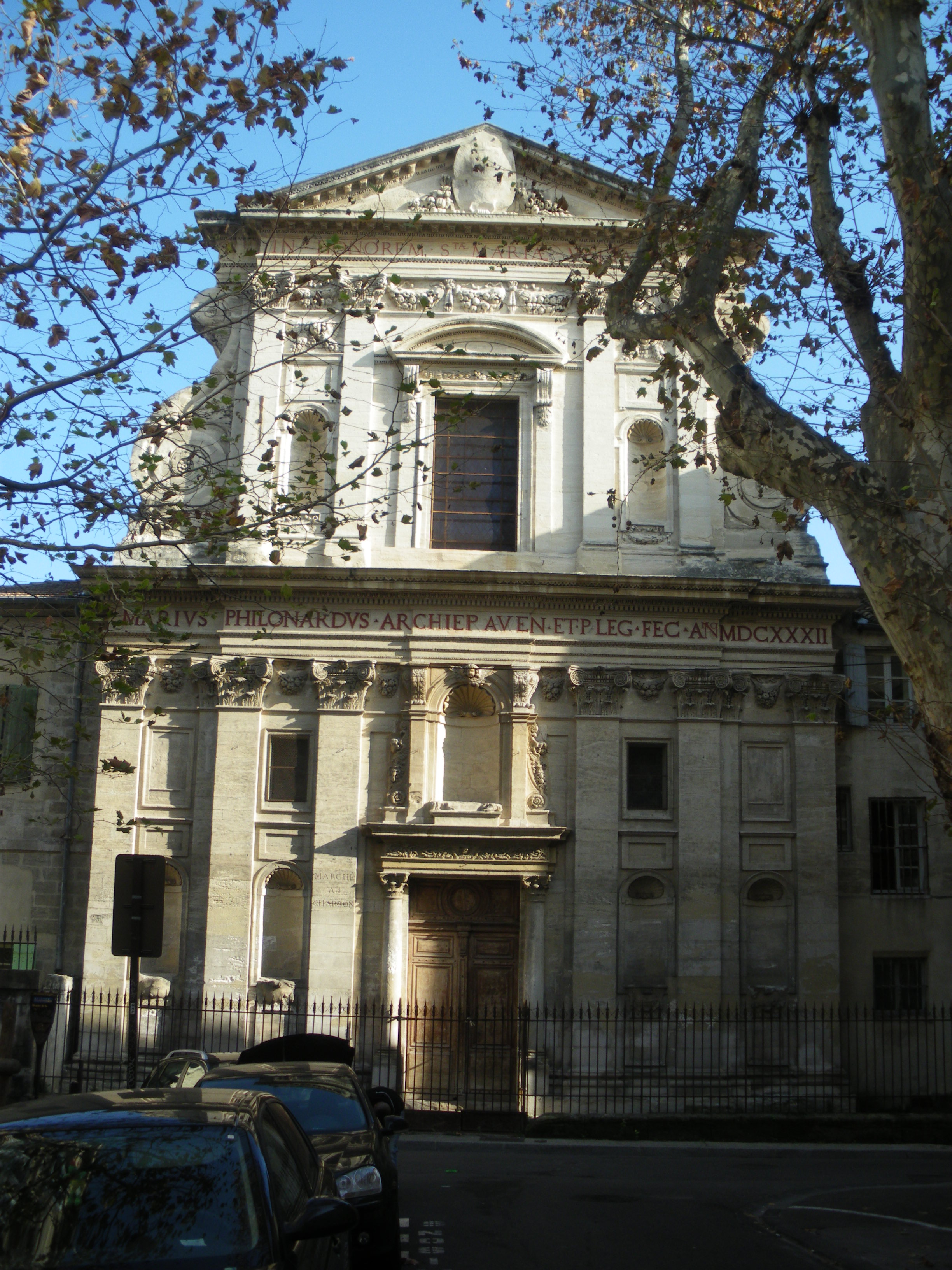
Chapelle de la Visitation, rue Philonarde
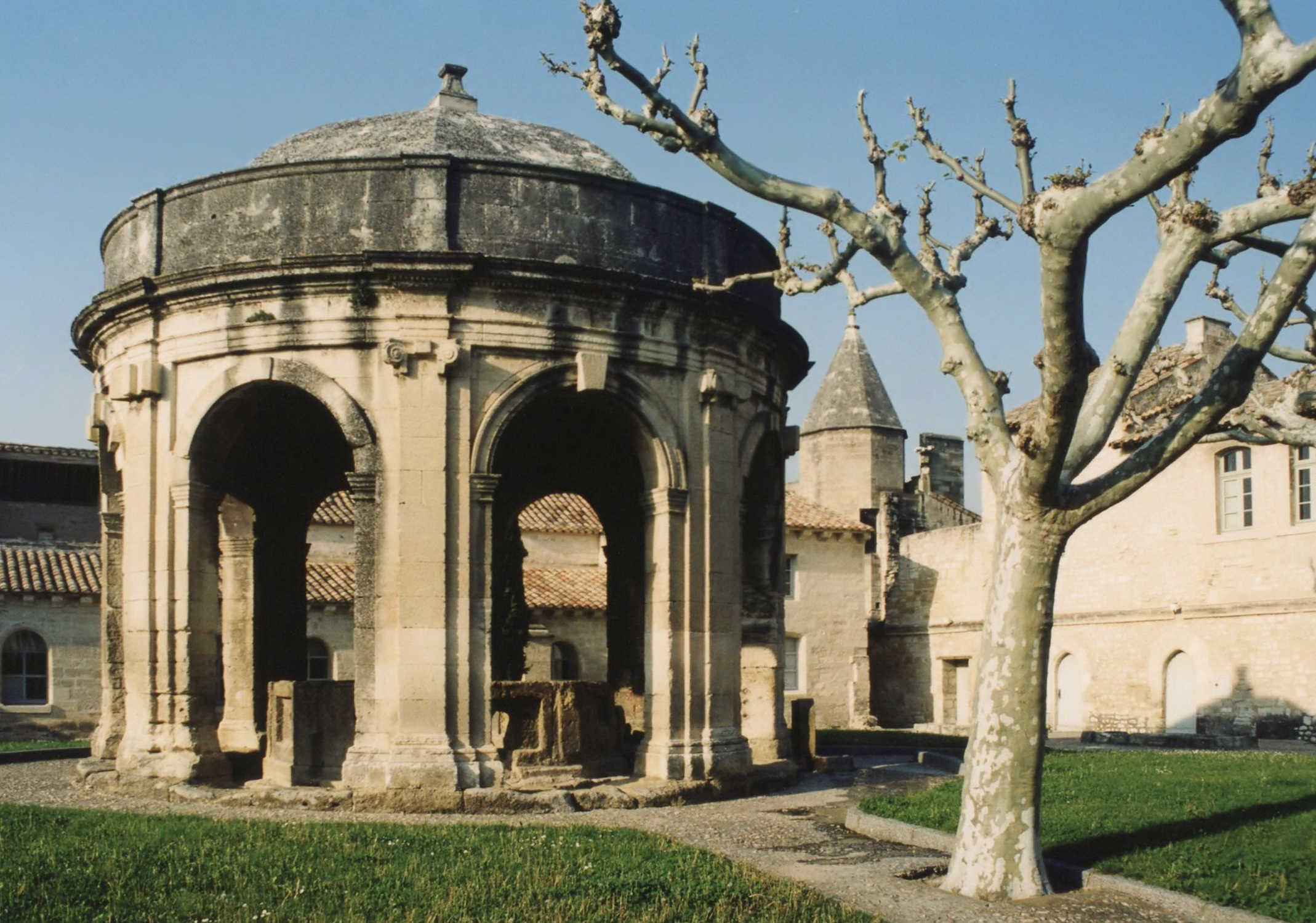
À la Chartreuse du Val de Bénédiction, la vasque de la Valfenière recouverte par la rotonde de Franque
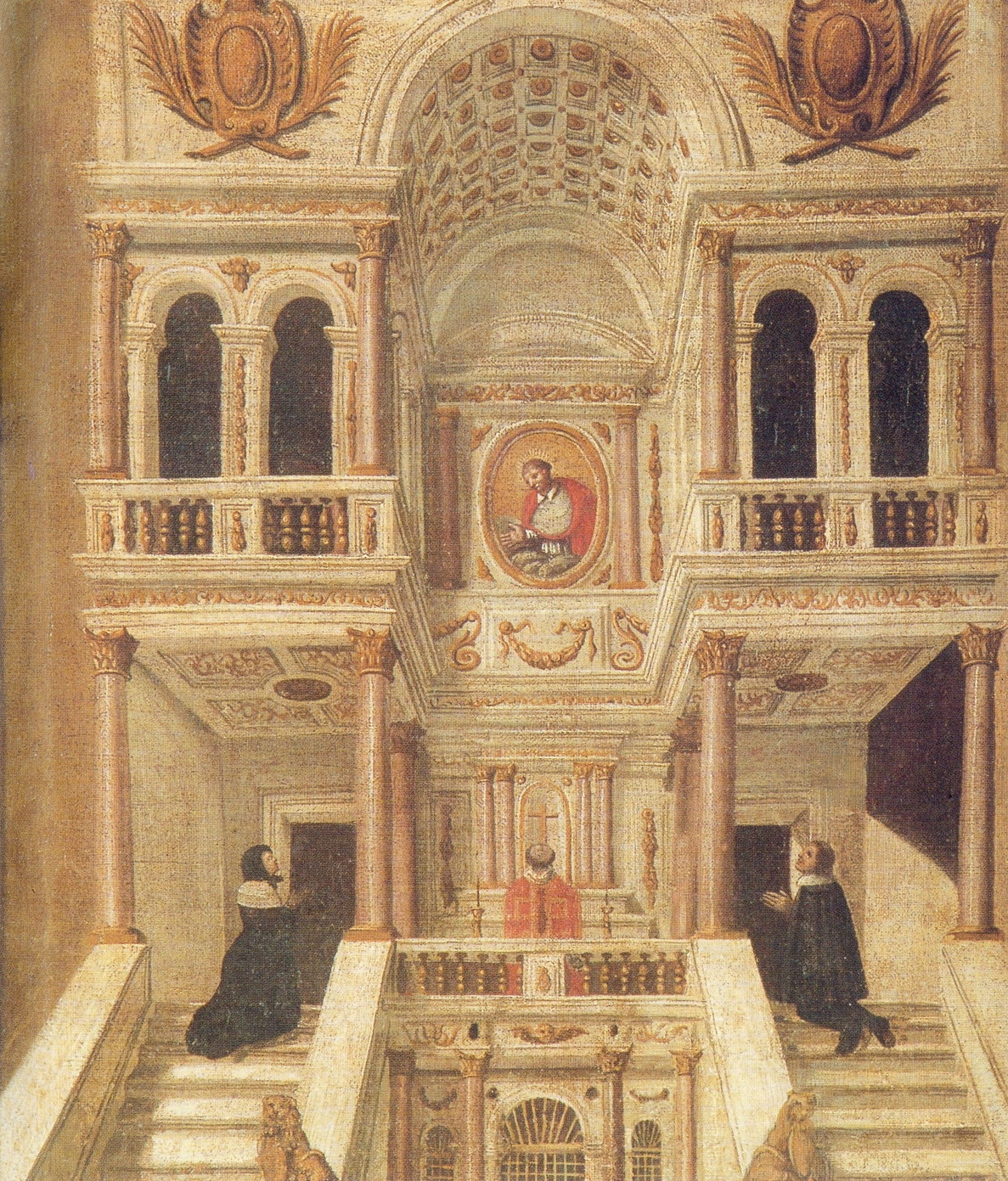
Mausolée de Pierre de Luxembourg (ex-voto XVIIe siècle, musée Calvet)

## Ascendance
- Franciscus de Rotariis, dominus de Valfeneria, Pedemontanus. C'est le premier François de Royers de la Valfenière, d'origine piémontaise, connu. Il est cité dans les archives comme travaillant à Lyon en 1536 et 1537 pour le marquis de Saluces, sans plus de précision. À cette époque, on travaille sur l'arsenal de Lyon et les marquis de Saluces sont gouverneurs de la citadelle de Lyon. En 1545, on le trouve dans les archives de la commune de Cavaillon, en 1558, celles de la ville d'Avignon[18].
  - Michel Antoine Raimond de Royers de la Valefenière, fils unique, architecte comme son père, marié à Jeanne de Ferrier. Le conseil de la ville d'Avignon le nomme député pour faire l'estimation des maisons de la ville. Il meurt en septembre 1594.
    - François de Royers de la Valfenière (1575-1667), architecte, marié en février 1610 à Catherine de Tourreau dont il a eu 5 enfants.

## Descendance
François de la Valfenière eut de nombreux enfants, dont deux furent architectes.
Louis-François de Royers de La Valfenière, né en 1615 et mort en 1688, qui continua ses travaux à Avignon et sa région.
En 1644, il assiste son père dans les projets de reconstruction du grand portail de la Chartreuse de Villeneuve-lès-Avignon.
En 1654, le château de Villargelles, près de Noves, est construit sur ses plans ; incendié au XVIIIe siècle et démoli sous la Révolution française, il n'en reste que de faibles vestiges.
En 1659, il expertise des immeubles pour le compte du couvent des Picpus à Avignon.
Dans les années 1660, il élève à Villeneuve lez Avignon les hôtels Calvet, de Montanègues et de Boucoiran (1663, actuel Musée Pierre-de-Luxembourg.
En 1666, il fut appelé à Arles pour reconstruire l'hôtel de ville ; ses plans agréés reçurent un début d'exécution, mais il constata lui-même au printemps 1667 de très nombreuses malfaçons qui obligèrent à démolir ce qui avait été commencé. Entretemps le Conseil changea d'avis et laissa l'affaire en plan jusqu'en 1673, où le chantier reprit sur les dessins d'autres architectes dont Jules Hardouin-Mansart.
En 1667, il refit une partie de l'hôtel de Montaigu, dont notamment le grand escalier à l'impériale qui existe toujours (rue Four-de-la-Terre à Avignon. En 1680, il présenta un projet de prolongation de la façade du Petit Palais d'Avignon, qui ne fut pas suivi d'effet et construire pour la famille de Verclos, selon ses plans, la chapelle Saint-Grégoire, dite des « Âmes du Purgatoire », à Notre-Dame des Doms.
Au cours des années 1670-1671, il fut le maître d'ouvrage de Notre-Dame des Doms, cathédrale d'Avignon. Il en rebâtit l'abside primitive en l'agrandissant car non seulement elle était devenue trop étroite mais moins haute que la nef.

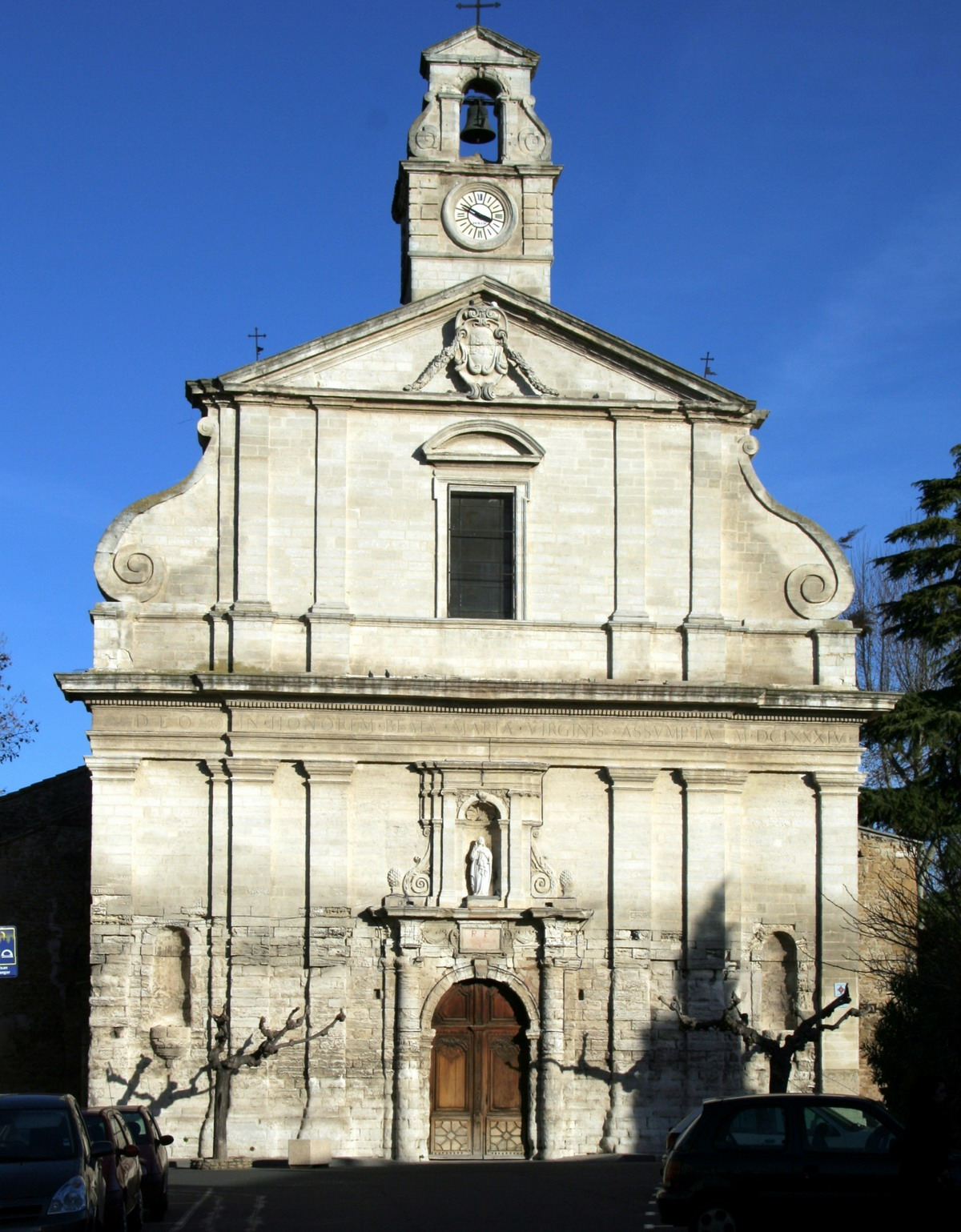
Église de Bédarrides, par Louis-François de la Valfenière

À partir de 1676, l'église de Bédarrides fut reconstruite sur ses plans ; le chantier durait encore à sa mort. La nouvelle construction englobait la chapelle funéraire des Fortia de Montréal, élevée par son père cinquante ans plus tôt.
Il travailla aussi pour les Célestins dont il reconstruisit le couvent de Sorgues (presque totalement disparu). Le couvent d'Avignon lui doit les portiques classiques d'entrée du cloître (1669) et de l'église (1674), tous deux récemment restaurés, et une grande bibliothèque sur la rue Saint-Michel, gravement atteinte par les bombardements de 1944 et rasée dans les années 1950 .
En 1674, pour réaliser son vaste projet de construction du château de Barbentane, Paul François de Barbentane, que madame de Sévigné appelait le « brave Barbentane », compagnon d’armes du Grand Condé et futur consul d’Aix-en-Provence, fit appel à l’architecte Louis François de Royers de la Valfenière .
Louis-François de la Valfenière continua à travailler jusqu'à sa mort, notamment à Avignon pour l'Aumône Générale, le grand hôpital saint-Bernard (Sainte Marthe), le Mont de piété, etc. En 1683, il présenta un projet d'extension de la place de l'Horloge qui fut écarté au profit de celui de Pierre II Mignard .
On lui doit également de nombreux hôtels particuliers d'Avignon, notamment celui du Marquis de Ganges (disparu lors de la construction des halles centrales), une extension de celui de Cambis-Velleron (1664), celui de Pierre Provensal, chirurgien et consul de la ville (1673 - place Saint-Didier), celui de Marguerite de Camet de Massilian (1682 - rue Laboureur, actuel musée Angladon), celui de Gilles de Choquenot (1683 - Rue des Trois Faucons, passé au XVIIIe siècle au Marquis de Rochegude qui le fit agrandir par Jean-Baptiste II Péru), enfin celui de Joannis de Verclos (1685 - Place de la Principale) .
Paul de Royers de La Valfenière, né en 1622 et mort après 1699, alla s'installer dans les années 1650 à Lyon, où il se maria ; au milieu des années 1660, la succession paternelle le ramène pour un temps à Avignon, ce qui lui donne l'occasion de construire le grand escalier de l'Hôpital Sainte-Marthe (actuelle Université d'Avignon). À Lyon, la reconstruction du couvent des Dames de Saint-Pierre (ou Abbaye de Saint-Pierre-les-Nonnains de Lyon) est attribuée à son père depuis le XIXe siècle, bien que lorsque commencent les travaux, François de la Valfenière ait abandonné toute activité artistique de longue date, et que les documents lyonnais ne mentionnent que Paul dès l'origine.
En 1672, il reconstruit le château de Gorze à Germolles. Ce grand bâtiment a été très sérieusement amputé à la suite d'une explosion accidentelle en 1914 .

## Liste des monuments sur lesquels il a travaillé
| Monument                                                          | Département | Commune                    | Adresse                           | Coordonnées                      | Notice         | Protection     | Date                                    | Illustration                                                     |
| ----------------------------------------------------------------- | ----------- | -------------------------- | --------------------------------- | -------------------------------- | -------------- | -------------- | --------------------------------------- | ---------------------------------------------------------------- |
| chapelle du Collège des Jésuites, actuel Musée Lapidaire          | Vaucluse    | Avignon                    | 27 rue de la République           | 43° 56′ 45″ nord, 4° 48′ 21″ est | « PA00081918 » | Classé         | 1928                                    | chapelle du Collège des Jésuites, actuel Musée Lapidaire         |
| noviciat des Jésuites                                             | Vaucluse    | Avignon                    | 20, rue Portail Boquier           | 43° 56′ 38″ nord, 4° 48′ 17″ est | « PA00081940 » | Inscrit        | 1950                                    | noviciat des Jésuites                                            |
| Hôtel de Cambis de Velleron                                       | Vaucluse    | Avignon                    | 4 rue Pierre-Grivolas             | 43° 56′ 49″ nord, 4° 48′ 34″ est |                |                |                                         | Image manquante Téléverser                                       |
| chapelle du couvent des Ursulines anciennement Maison du roi René | Vaucluse    | Avignon                    | 11 rue du Roi-René 6 rue Grivolas | 43° 56′ 47″ nord, 4° 48′ 34″ est | « PA00081912 » | classé         | 1975                                    | chapelle du couvent des Ursulinesanciennement Maison du roi René |
| chapelle de la Visitation d'Avignon                               | Vaucluse    | Avignon                    |                                   | 43° 56′ 53″ nord, 4° 48′ 44″ est | « PA00081829 » | classé         | 1988                                    | chapelle de la Visitation d'Avignon                              |
| hôtel Fortia de Montréal                                          | Vaucluse    | Avignon                    | 10 de la rue du Roi René          | 43° 56′ 48″ nord, 4° 48′ 30″ est | « PA00081855 » | classé         | 1954                                    | hôtel Fortia de Montréal                                         |
| chapelle Notre-Dame de Fours                                      | Vaucluse    | Avignon                    | 17 rue du Collège-d'Annecy        | 43° 56′ 45″ nord, 4° 48′ 17″ est | « PA00081824 » | Inscrit        | 1949 1997                               | chapelle Notre-Dame de Fours                                     |
| Hôtel de Sade                                                     | Vaucluse    | Avignon                    | 4 rue Dorée                       | 43° 56′ 52″ nord, 4° 48′ 19″ est | « PA00081873 » | Inscrit        | 1932                                    | Hôtel de Sade                                                    |
| chartreuse                                                        | Gard        | Villeneuve-lès-Avignon     |                                   | 43° 57′ 59″ nord, 4° 47′ 51″ est | « PA00103303 » | classé         | 1862 1905 1910 1911 1928 1936 1937 1939 | chartreuse                                                       |
| Collégiale Saint-Pierre                                           | Vaucluse    | Avignon                    | Place Saint Pierre                | 43° 56′ 57″ nord, 4° 48′ 30″ est | « PA00081834 » | Classé         | 1840                                    | Collégiale Saint-Pierre                                          |
| maison de Jean de Sudre                                           | Vaucluse    | Avignon                    | 2 rue du Puits-de-la-Reille       | 43° 57′ 07″ nord, 4° 48′ 21″ est |                |                |                                         | Image manquante Téléverser                                       |
| Hôtel de Simiane                                                  | Vaucluse    | Valréas                    | Place Aristide Briand             | 44° 23′ 00″ nord, 4° 59′ 24″ est | « PA00082196 » | classé         | 1913                                    | Hôtel de Simiane                                                 |
| Palais épiscopal de Carpentras (ancien)                           | Vaucluse    | Carpentras                 | place du Général-de-Gaulle        | 44° 03′ 16″ nord, 5° 02′ 50″ est | « PA00082011 » | classé         | 1862                                    | Palais épiscopal de Carpentras (ancien)                          |
| Collégiale Notre-Dame-des-Anges de L'Isle-sur-la-Sorgue           | Vaucluse    | L'Isle-sur-la-Sorgue       | Place de la Liberté               | 43° 55′ 11″ nord, 5° 03′ 06″ est | « PA00082048 » | classé         | 1911                                    | Collégiale Notre-Dame-des-Anges de L'Isle-sur-la-Sorgue          |
| Palais Saint-Pierre                                               | Rhône       | 1er arrondissement de Lyon | Place des Terreaux                | 45° 46′ 01″ nord, 4° 50′ 01″ est | « PA00117981 » | Inscrit Classé | 1927 1938                               | Palais Saint-Pierre                                              |